# Kawanishi, Nara

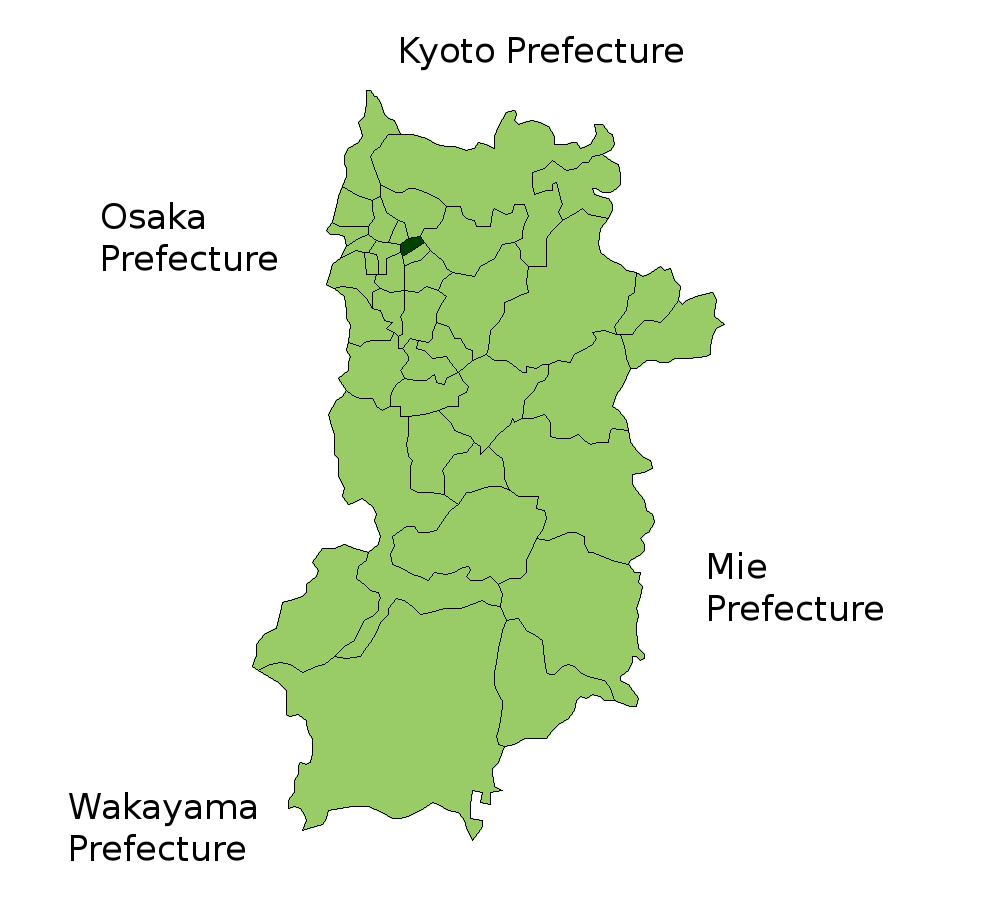

Kawanishi (川西町 Kawanishi-chō?) este un oraș în Japonia, în districtul Shiki al prefecturii Nara.